# 上海轨道交通机场联络线
上海轨道交通市域线机场联络线，简称市域机场线，是上海市一条自上海东站至虹桥2号航站楼站的通勤铁路，设计时速160公里/小時，是上海市域铁路的东西干线。线路自虹桥枢纽引出，沿沪杭客专东侧向南，穿过沪杭铁路通道后折向东沿春申塘走行，在S20南侧1.6千米处穿越黄浦江后，沿S20、S1南侧走行，穿过浦东国际机场后沿S32北侧进入上海东站。正线线路全长68.627公里。其中桥梁长4.4公里，地下线长60.54公里，路基长3.687公里，工程总投资439.11亿元。该工程分为东、西两段建设。西段位于闵行区内，西起虹桥枢纽，东至华泾站东端头井。总投资95.49亿元，于2019年6月28日正式开工建设。东段于2020年6月28日开工。首通段为虹桥2号航站楼站至浦东1号2号航站楼站，于2024年12月27日开通运营。后通段（浦东机场至上海东站）计划于2027年6月底开通运营。
机场联络线大幅縮短了虹桥枢纽與浦東國際機場的通勤時間，兩大機場往來僅需40分鐘， 若乘坐目前仅在春节期间开行的定点加班列车（大站车），中途仅停靠中春路，两大机场往返仅需32分钟。另规划有南站支线，自三林南站至上海南站，建成后可以与国铁贯通运行，实现沪宁铁路通道和沪杭铁路通道向浦东新区的延伸。

## 名称
本线工程项目名为「上海轨道交通市域线机场联络线」，该名称在开通仪式及其后工程相关文书中继续沿用。上海市规划资源局于2024年7月5日批复该工程的物理线路正式名称为「市域铁机场联络线」。其中「机场联络线」為專名，「市域铁」是为与既有地铁线路相区别而新造的通名。 
机场联络线开通前，地铁全网各站与各线车厢已按「市域铁机场联络线」完成导视印刷张贴。但开通前，运营方申通地铁突然启用「市域机场线」新称呼，并将地铁网中各线各站导视中的「机场联络线」字样，以贴纸覆盖修改为「市域机场线」。开通仪式时所使用的全称为“上海轨道交通市域线机场联络线”，而非先前地名办所批复的“市域铁机场联络线”。不过，机场联络线本线的各座车站未随之修改，截至2025年7月，除景洪路站外，其余车站均保留「市域铁机场联络线」字样。

## 车辆
本线初期采购14列4节编组（3M1T）及3列8节编组（4M4T）的市域动车组C型车列车，由中车长春轨道客车股份有限公司制造，最高运行速度为160km/h，电气牵引系统为交流传动系统。供电采用AC25kV架空接触网。未来南站支线建成后，国铁的8节或16节编组车辆均可在三林南站至上海东站区间运行。其中，国铁16节列车仅可停靠上海东站，国铁8节列车还可停靠度假区站、浦东1号2号航站楼站
考虑到16节国铁列车可能在三林南站以东区间故障失去动力的情形，列车动拖比选为3：1，就能够使机场联络线的4节编组列车连挂成8节或12节的列车，拖动16节编组故障列车离开线路。

### 现在用车

#### 中车长客制4节编组列车（CCD2031型）
- 牵引电动机：永济YJ-321-C4型三相鼠笼式感应电动机
- 牵引逆变器：时代t Power-TC58（先头车，牵引变流器）+t Power-TA15（中间车，牵引辅助变流器）
- 辅助电源：时代t Power-TA15 （中间车，牵引辅助变流器）

#### 中车长客制8节编组列车（CCD2031型）
- 牵引电动机：永济YJ-305-A2型三相鼠笼式感应电动机
- 牵引逆变器：时代t Power-TA15（主辅一体式牵引辅助变流器）
- 辅助电源：时代t Power-TA15（主辅一体式牵引辅助变流器）

### 外观及内饰
车辆车头采用子弹头的设计，带有棱角感，酷似“鸟喙”。挡风玻璃略微凸起，下方有上海市域铁路的LOGO。车头不设逃生门。车身总体为白色，车窗边框颜色为黑色；配有蓝色色带，風格與CR400BF-Z「龍鳳呈祥」塗裝大同小異。车内布局有横排2+1座椅、地铁座；横排座位上方设有行李架，地铁座上方设有扶手及吊环。灯光系统采用侧灯+漫射顶灯+造型顶灯；天花板为吸音结构。车门上方设有长条形门灯、客室广播扬声器，和用于显示到站信息的LCD显示屏；两侧设有扶手及各种应急装置。车门附近设有大件行李存放处、环形扶手、立柱扶手以及背靠背LCD显示屏等。

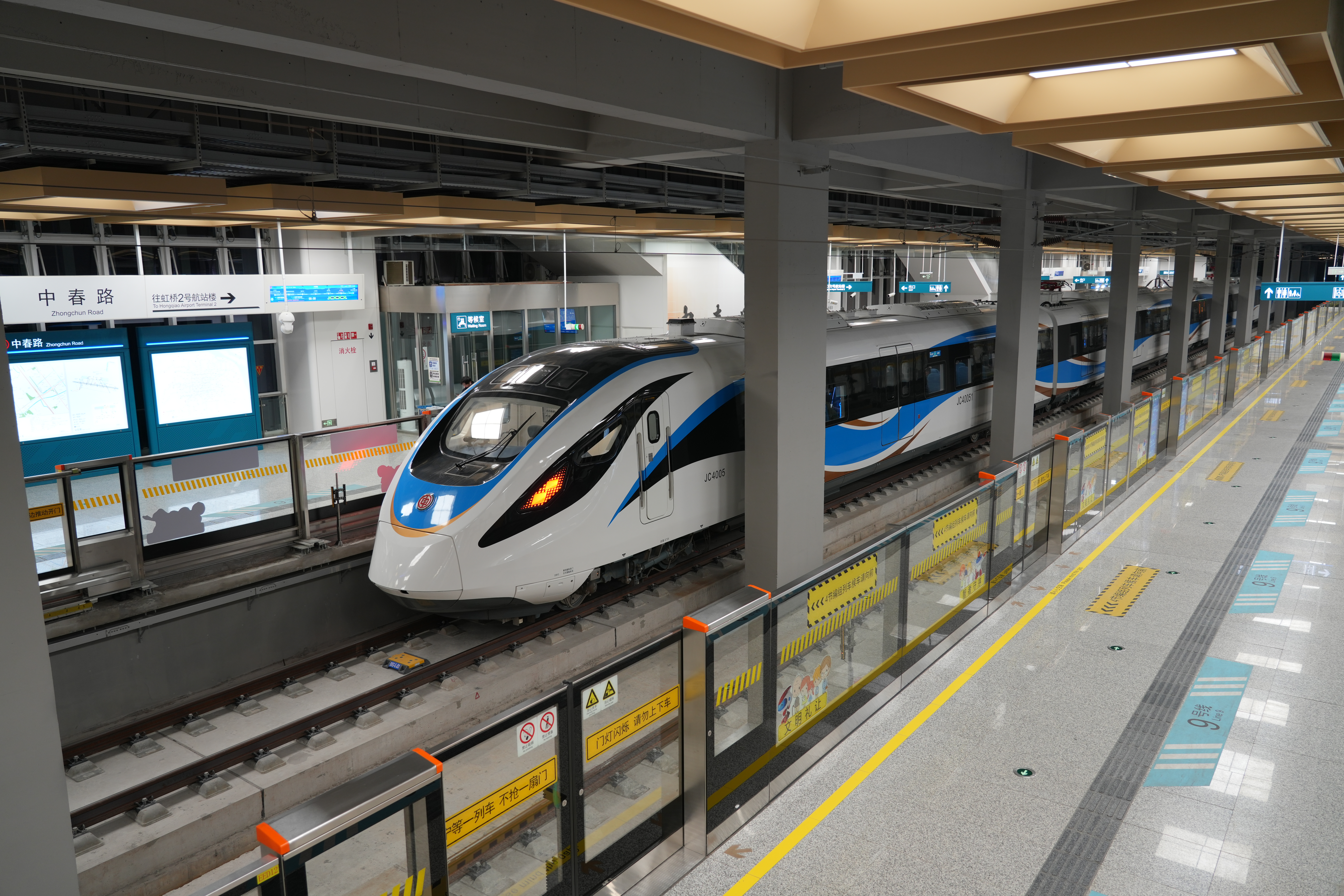
市域机场线列车正离开中春路站

## 运营
机场联络线开通初期，实行单一交路的运营模式，不开行大站车。该线常态运营时间为6:00至22:39，行车间隔15分钟左右。

### 票务
机场联络线与上海地铁既有线路站内换乘的车站均为通道换乘，在通道内设置换乘闸机（但因运营初期仅有中春路一站实现站内换乘故而不启用），不设二次安检。路方正研究开发「基于多因素影响的动态票价计算引擎」，在市域铁多点接入地铁线网后仍能实现一票通行、无感换乘。
度假区站、浦东1号2号航站楼站预留国铁客运设施。未来若机场联络线与国铁跨线时，采用“分进混出”方案。市域乘客直接在站台候车，而由市域车站前往国铁方向的乘客需要进入单独的候车厅按照国铁标准进行实名制核验、安检等；国铁到达市域车站的乘客亦需要从专门通道检票出闸后再换乘。国铁跨线车与市域车次在时间上错开以避免客流交叉。
经公示听证程序，2024年11月15日，上海市发改委和上海市交通委联合发布机场联络线票價票制：
- 机场联络线每人公里基准费率0.45元，不足4元的区间按起乘价4元计征票价[21]，虹桥至浦东机场全程票价为26元[17]。
- 市域线与地铁市区线之间换乘，市域线部分按乘坐里程据实计算票价、免征4元起乘价，地铁部分按照现行轨道交通票价体系（首6公里3元，每10公里1元）连续计价，两者累加；地铁换乘市域再换乘地铁，前后两段地铁的里程连续计价。
  - 但实际执行中，仅付费区连续换乘的中春路站、景洪路站可享受上述换乘票制，虹桥、浦东机场车站地铁与市域线间付费区未联通，不享受连续计费[22]；2025年7月5日景洪路站开通、启用计程计时混合票制后，未在市域铁车站进出站的出行路径均被视为全程乘坐地铁，因此上述“地铁换乘市域再换乘地铁”连续计价机制实际尚不存在。
- 2025年7月5日，景洪路站付费区内换乘通道开通，市域铁与地铁间出现第2座付费区换乘站，无法再单凭乘客的进出闸车站判明乘客在地铁与市域铁的乘坐里程。为此，路方启用“计程计时混合票制”，通过费区内出行时间，判断乘客是经中春路还是经景洪路换乘、是否乘坐了两站间的市域铁路，进而计算对应的地铁和市域铁票价总和。该方案避免了在付费区换乘通道启用标签闸机，同时实践了市域铁路“优质高价”的理念：若出行涉及多条可选路径，则只有明显节省了出行时间才会收取更高票价。若无法节省时间，则采用普通票价，即使乘坐了市域铁路也会享受到优惠。
  - 以佘山站为例，前往市域机场线景洪路~浦东1号2号航站楼各站，将分别有中春路换乘和景洪路换乘两种路径。票价表上对这些站点实行双票价公示，包括在景洪路换乘的“普通出行票价”（白底）和在中春路换乘的“快速出行票价”（黄底）。当行程时间小于快速出行时间值时将收取快速票价，大于快速出行时间值时将收取普通票价。
- 线路亦将提供电子计次票，暂定试行一年，乘客可在Metro大都会、随申行等渠道购买使用。每个次票套餐有效期30天，有效期内可乘坐同一票价区间20次，价格为全价票的7折[23]，但4元票价区间的计次票单价为3元，也无法与前段免征起乘价的地铁换乘票制叠加优惠。

机场联络线首通段7座车站全部采用闸机“常开门”模式。

### 客运量
机场联络线的开通首四日（2024年12月27日至12月30日）日均客流3.235万人次，至2025年2月日均客流接近3.5万人次，2025年春运期间一度达到近5万人。乘坐该线的乘客除来往虹桥枢纽和浦东机场的旅客外，于工作日亦有居住地或工作地在远郊区的通勤乘客。机场联络线开通后，居住或工作于远郊区的乘客乘坐该线较此前通过地铁出行更为快捷方便。

## 车站列表
| 阶段      | 站名               | 里程 （米）                        | 站间距 （米）                      | 大站车                             | 换乘路线 | 所在地                             | 车站形式                           |
| --------- | ------------------ | ---------------------------------- | ---------------------------------- | ---------------------------------- | --- | ---------------------------------- | ---------------------------------- |
| ↑直通运行 | ↑直通运行          | █ 市域示范区线往水乡客厅站（在建） | █ 市域示范区线往水乡客厅站（在建） | █ 市域示范区线往水乡客厅站（在建） | █ 市域示范区线往水乡客厅站（在建）                                                                            | █ 市域示范区线往水乡客厅站（在建） | █ 市域示范区线往水乡客厅站（在建） |
| 主线      | 虹桥2号航站楼      | 0                                  | -                                  | ●                                  | █ 市域嘉闵线（在建）可直通运行往太仓站↑ █ 2号线 █ 10号线 上海虹桥站（京沪高铁–沪昆高铁、沪宁高铁–沪苏湖高铁） | 闵行区                             | 地面西班牙式                       |
| 主线      | 中春路             | 5,200                              | 5,200                              | ｜                                 | █ 9号线 | 闵行区 松江区                      | 地面侧式                           |
| 主线      | 景洪路             | 19,892                             | 14,692                             | ｜                                 | █ 15号线 █ 19号线（在建）                                                                                     | 闵行区                             | 地下四层越行侧式                   |
| 主线      | 三林南             | 24,595                             | 4,703                              | ｜                                 | 上海南站支线（规划） █ 19号线（在建）                                                                         | 浦东新区                           | 地下四层双岛式                     |
| 主线      | 康桥东             | 37,250                             | 12,655                             | ｜                                 | █ 21号线（在建）                                                                                              | 浦东新区                           | 地下二层越行侧式                   |
| 主线      | 上海国际旅游度假区 | 43,539                             | 6,288                              | ●                                  | | 浦东新区                           | 地下二层侧式                       |
| 主线      | 浦东1号2号航站楼   | 58,523                             | 14,984                             | ●                                  | █ 2号线 █ 磁浮线                                                                                              | 浦东新区                           | 地下二层越行岛式                   |
| 主线      | 浦东3号航站楼      | 62,217                             | 3,694                              | \|                                 | ↓直通 █ 市域南汇线（在建）往滴水湖北站 █ 2号线（规划） █ 21号线（在建） █ 磁浮线（规划）                      | 浦东新区                           | 地下三层岛式                       |
| 主线      | 上海东站           | 68,633                             | 6,415                              | ●                                  | 沪通铁路 █ 21号线（在建） █ 市域南汇线（在建）                                                                | 浦东新区                           | 地面三岛式                         |
| ↑主线     | ↑主线              | 经由三林南站运行至上海东站         | 经由三林南站运行至上海东站         | 经由三林南站运行至上海东站         | 经由三林南站运行至上海东站                                                                                    | 经由三林南站运行至上海东站         | 经由三林南站运行至上海东站         |
| 支线      | 上海南             |                                    |                                    |                                    | 沪昆高铁、沪苏湖高铁 █ 1号线 █ 3号线 █ 15号线                                                                 | 徐汇区                             |                                    |
| ↓直通运行 | ↓直通运行          | █ 金山线往金山卫站                 | █ 金山线往金山卫站                 | █ 金山线往金山卫站                 | █ 金山线往金山卫站                                                                                            | █ 金山线往金山卫站                 | █ 金山线往金山卫站                 |

## 土建

### 盾构机
| 标段 | 区间                  | 盾构机   | 直径（米） | 设备厂家          | 施工单位   |
| ---- | --------------------- | -------- | ---------- | ----------------- | ---------- |
| 2    | 2#风井~1#风井         | 新穿越号 | 14.02      | 铁建重工          | 中铁十四局 |
| 3    | 梅富路工作井~2#风井   | 骥跃号   | 14.07      | 上海隧道          | 上海隧道   |
| 5    | 梅富路工作井~华泾站   | 骐跃号   | 14.05      | 上海隧道          | 上海隧道   |
| 7    | 华泾站~三林南站       | 骐跃号   | 14.05      | 上海隧道          | 上海隧道   |
| 7    | 4#风井~三林南站       | 建勋号   | 14.02      | 铁建重工 上海基础 | 上海建工   |
| 7    | 4#风井~5#风井         | 建业号   | 14.02      | 铁建重工          | 上海建工   |
| 8    | 张江站~5#风井         | 明珠号   | 14.04      | 中交天和          | 中交隧道局 |
| 8    | 张江站~度假区站       | 东方号   | 14.04      | 中交天和          | 中交隧道局 |
| 8    | 凌空路工作井~度假区站 | 虹浦号   | 14.04      | 中交天和          | 中铁隧道局 |

机场联络线施工过程中使用了8台14米级大直径盾构和4台9.3米普通盾构。相比于传统盾构机推进-停止-拼装-推进的工艺，机场联络线使用的盾构机可以同步进行推进和管片拼装工作。2022年12月，“骥跃号”盾构机单月掘进646米，创下国内14米级盾构机最快掘进记录。“虹浦号”则首次引入了智能控制系统，能自动导向，走线精度2mm。该盾构机以单月掘进650m、单日掘进32m再次刷新记录。

### 重要节点与难点
- 沪昆高铁：机场联络线有5.8km地下线路与沪昆高铁近距离并行，最小水平距离10m。
- G60：选用的方案与G60桥墩没有冲突，不需要桩基托换，二者设计距离0.6m[35]。
- 春申塘：除了社会稳定因素以外，在2#风井~华泾站区间，机场联络线两台14m盾构需要近距离穿越6座220kV高压铁塔，最小水平距离2.25m。施工方通过注入混凝土、略微提高气泡舱压力等措施抵消盾构穿越带来的沉降。[36]
- 15号线：机场联络线近距离下穿15号线华泾西站南侧区间隧道，垂直净距7.5m[37]。
- 三林南站：涉及机场联络线、国铁、19号线等诸多因素，基坑面积大，开挖深，坑底深度42m。
- 磁浮线：机场联络线与磁浮线高架并行长达3km，但要求磁浮线变形不超过2mm。
- 康桥高压线走廊：机场联络线在浦东第二次并行高压线走廊，电压等级最高500kV；同时并行浦东新区污水总管、浦东机场航空燃油管道[38]。
- 浦东机场：下穿浦东机场滑行道，下穿航站楼45m长桩，距离桩底小于2m。
- 高承压水：机场联络线地下线路埋深大，最深可达62m，地下水压力高，渗透系数大于上海其他同类型隧道1~2个量级[39]。

## 设备

### 信号、专用通信
机场联络线采用增强型CTCS2+ATO信号系统，区间不设通过信号机，车站信号机常态灭灯。该系统设计行车间隔3分钟，相比于珠三角城际的版本将GSM-R网络通信改为LTE-M网络通信，还增加了自动折返功能，可在20秒内完成换端，160秒内完成全部折返流程。2021年12月各信号厂家在中车长客厂内进行自动折返现场验证。
机场联络线采用该信号系统保证了与国铁的互通，但该系统设计安全距离较长，站线的长度远大于车辆实际长度。在不更改信号设计的前提下，8节编组列车至少需要370米，机场联络线实际设计为400米，导致地下车站的建设规模和成本较高。

### 消防
机场联络线保留8节编组和少量16节编组国铁列车从三林南站跨线进入的条件。为满足消防疏散要求，以浦东1号2号航站楼站为例，该站正常使用8节编组长度站台，同时在常规站台两端设置宽2.5米的16节编组疏散专用站台。通风机房设置两组，一组大机房用于常规站台的通风，一组小机房用于疏散专用站台的应急通风。单洞双线区间设置中隔墙以及若干防火门；双洞区间设若干联络通道用于逃生，以顶管法施工。区间仿照国铁隧道设置高度与轨道相同的低疏散平台，发生紧急情况时由列车自带爬梯进行疏散。

### 人防
机场联络线地下车站人防采用6500mm×5900mm超大区间隔断门和8000mm×5500mm出入口防护门。同型设备也将用于22号线、18号线二期以及嘉闵线、南枫线等新建市域线路。

### 民用通信
机场联络线全线车站及区间隧道已于2024年9月中旬开通中国电信5G网络。

## 沿革

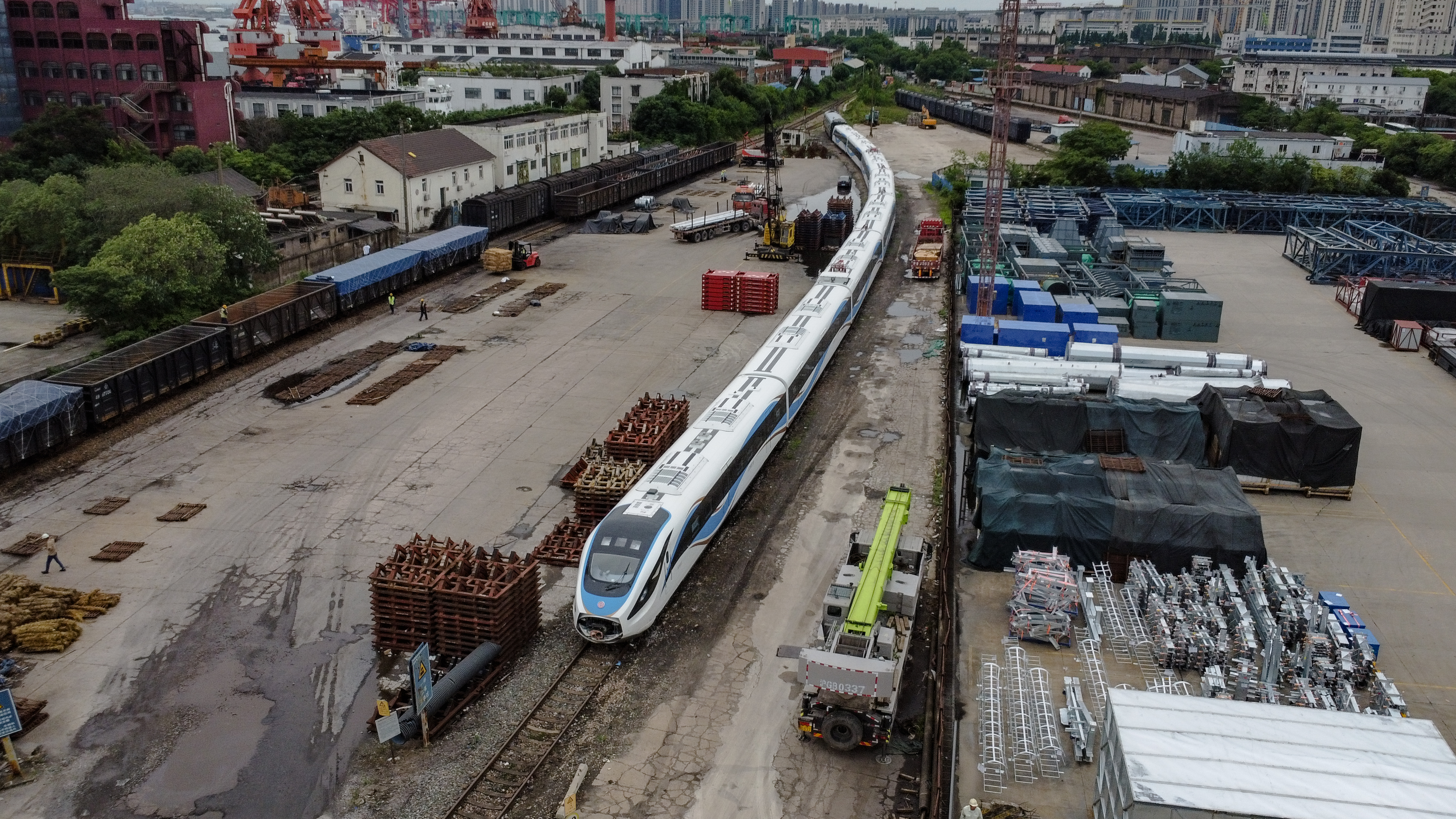
等待交付的机场联络线JC8001列车，摄于张华浜码头附近

- 2016年4月18日，随上海市轨道交通近期建设规划(2017-2025)环境影响评价第二次公示第一次公开[50]
- 2017年7月5日，上海申铁投资有限公司发布上海市轨道交通嘉闵线和机场联络线选线专项规划设计招标公告[51]
- 2017年9月1日，上海市城市规划设计研究院得标选线专项规划设计
- 2018年7月10日，选线专项规划草案公示[52]
- 2018年8月1日，环境影响评价公示[53]
- 2018年8月15日，环境影响评价第二次公示[54]
- 2018年9月10日，环境影响评价报批前公示[5]
- 2018年9月18日，上海市环保局受理环境影响评价报告书[55]
- 2018年10月16日，上海市环保局批复环境影响评价报告书[56]
- 2018年12月19日，于《国家发展改革委关于上海市城市轨道交通第三期建设规划（2018～2023年）的批复》中获批
- 2018年12月27日，机场联络线（越江段隧道）工程可行性研究报告批复[57]
- 2018年12月29日，浦东机场段以“上海浦东国际机场三期扩建工程交通配套工程”开工[58]
- 2019年5月15日，西段工程报建[59]
- 2019年6月27日，机场联络线工程（西段）调整可行性研究报告批复[60]
- 2019年6月28日，西段正式开工建设[7]
- 2019年8月29日，选线专项规划局部调整（黄浦江—凌空路段）草案公示[61]
- 2020年3月6日，机场联络线工程可行性研究报告批复（沪发改投[2020]41号）[62]
- 2020年6月28月，东段先开工段开工[63]，选线专项规划局部调整（南六公路—川南奉公路段）公示[64]
- 2020年10月28日，迪士尼度假区站开始维护结构施工[65]
- 2022年6月28日，1标段跨沪渝特大桥顺利完成首架工作，项目全线成功完成首片箱梁架设[66]
- 2022年10月12日，1标段跨沪渝特大桥全线架梁工程完成[67]
- 2023年3月2日，首条区间隧道（梅富路工作井~华泾站）贯通[68]
- 2023年5月31日，1标段高架线路开始铺轨[69]
- 2023年6月5日，部分区段隧道开始中隔墙施工[70]
- 2023年8月14日，祝桥工作井至T3航站楼站区间进入盾构施工阶段[71]
- 2023年12月13日，先期开通段（虹桥2号航站楼—浦东1号2号航站楼）盾构区间全部贯通[72]
- 2024年1月29日，首列列车完成接收[73]
- 2024年4月25日，西段（虹桥—三林南）列车上线进行调试[74]
- 2024年6月4日，先期开通段全线冷滑、热滑完成
- 2024年7月5日，物理线路名确定为“市域铁机场联络线”（开通前又更名“上海轨道交通市域线机场联络线”，简称“市域机场线”），先期开通段站名确定[75]
- 2024年9月1日，先期开通段试运行
- 2024年12月27日，先期开通段开通运营[17]

## 争议
2016年本线在《上海市轨道交通近期建设规划(2017-2025)环境影响评价第二次公示》期间，由于规划沿春申塘通过但未指明线路形式，周边居民担心一旦修成高架或明挖施工会破坏景观，带来噪音、振动影响等而引发不满，在微博上发起“保卫春申塘”等活动，各沿线小区也开始进行联署，最后引起了闵行区政府官方的回复，于5月8日下午2:30召开座谈会。座谈会当天，闵行区政府派遣大量“特勤”阻止普通居民进入会场，且会场内禁止摄影。会场外有4名人员试图冲击会场被带离“接受法制教育”，部分代表因此退出座谈会。闵行区官方亦于当天发表“机场联络线春申塘沿线居民座谈会相关问题及答复”，直到这时春申塘段线路才明确为地下20米深埋。此后部分春申塘沿线居民对政府处理结果仍不满意，将走向争议反应至中央环境保护督察组，调查核实后认为交办问题不属实。
机场联络线本段线位同时也是春申高压线走廊。值得注意的是，2007年下半年因在地面同一位置修建220kV高压线发生春申高压线事件，并对2008年1月发生的上海磁悬浮事件有一定影响。